# Депутаты Великого государственного хурала Монголии (2020)
Список членов Великого государственного хурала, избранных по итогам парламентских выборов 2020 года.
|  | Округ                                                        | Имя                                            | Партия                              | Примечание |
|  | ------------------------------------------------------------ | ---------------------------------------------- | ----------------------------------- | --- |
|  | 1 избирательный округ Архангай                               | Ёндонпэрэнлэйн Баатарбилэг                     | Монгольская народная партия         | |
|  | 1 избирательный округ Архангай                               | Жамъянгийн Мунхбат                             | Монгольская народная партия         | |
|  | 1 избирательный округ Архангай                               | Ганзоригийн Тэмуулэн                           | Монгольская народная партия         | |
|  | 2 избирательный округ Баян-Улгий                             | Хавдисламын Баделхан                           | Монгольская народная партия         | |
|  | 2 избирательный округ Баян-Улгий                             | Телуханы Аубакар                               | Монгольская народная партия         | |
|  | 2 избирательный округ Баян-Улгий                             | Буланы Бейсен                                  | Демократическая партия              | |
|  | 3 избирательный округ Баянхонгор                             | Гомбожавын Занданшатар                         | Монгольская народная партия         | |
|  | 3 избирательный округ Баянхонгор                             | Дашдондогийн Ганбат                            | Демократическая партия              | |
|  | 3 избирательный округ Баянхонгор                             | Амгаланг Адьясурен                             | Демократическая партия              | |
|  | 4 избирательный округ Булган                                 | Цогт-Очирын Анандбазар                         | Монгольская народная партия         | |
|  | 4 избирательный округ Булган                                 | Жадамбын Бат-Эрдэнэ                            | Монгольская народная партия         | |
|  | 5 избирательный округ Говь-Алтай                             | Бямбасурэнгийн Энх-Амгалан                     | Монгольская народная партия         | |
|  | 5 избирательный округ Говь-Алтай                             | Шатарбалын Раднаасэд                           | Монгольская народная партия         | |
|  | 6 избирательный округ Дундговь Говь-Сумбэр                   | Сухбаатарын Батболд                            | Монгольская народная партия         | |
|  | 6 избирательный округ Дундговь Говь-Сумбэр                   | Гомпилдоогийн Мунхцэцэг                        | Монгольская народная партия         | |
|  | 7 избирательный округ Дорнод                                 | Хаянгаагийн Болорчулуун                        | Монгольская народная партия         | |
|  | 7 избирательный округ Дорнод                                 | Цэдэвийн Сэргэлэн                              | Монгольская народная партия         | |
|  | 8 избирательный округ Дорноговь                              | Борхуугийн Дэлгэрсайхан                        | Монгольская народная партия         | |
|  | 8 избирательный округ Дорноговь                              | Тумуртогоогийн Энхтувшин                       | Монгольская народная партия         | |
|  | 9 избирательный округ Завхан                                 | Цэдэндамбын Цэрэнпунцаг                        | Монгольская народная партия         | |
|  | 9 избирательный округ Завхан                                 | Балжиннямын Баярсайхан                         | Монгольская народная партия         | |
|  | 10 избирательный округ Уверхангай                            | Содномын Чинзориг                              | Монгольская народная партия         | |
|  | 10 избирательный округ Уверхангай                            | Дуламдоржийн Тогтохсурэн                       | Монгольская народная партия         | |
|  | 10 избирательный округ Уверхангай                            | Гочоогийн Ганболд                              | Монгольская народная партия         | |
|  | 11 избирательный округ Умнеговь                              | Нанзадын Наранбаатар                           | Монгольская народная партия         | |
|  | 11 избирательный округ Умнеговь                              | Дашдэмбэрэлийн Бат-Эрдэнэ                      | Демократическая партия              | 30 марта 2023 года парламент принял решение приостановить его полномочия. Если отстранённые члены будут признаны виновными, то будут проведены дополнительные выборы. |
|  | 12 избирательный округ Сухэ-Батор                            | Жамбын Батсуурь                                | Демократическая партия              | |
|  | 12 избирательный округ Сухэ-Батор                            | Наянтайн Ганибал                               | Демократическая партия              | |
|  | 13 избирательный округ Сэлэнгэ                               | Жаргалтулгын Эрдэнэбат                         | Монгольская народная партия         | |
|  | 13 избирательный округ Сэлэнгэ                               | Чинбатын Ундрам                                | Монгольская народная партия         | |
|  | 13 избирательный округ Сэлэнгэ                               | Дамдинсурен Унурболор                          | Монгольская народная партия         | |
|  | 14 избирательный округ Туве                                  | Жигжидийн Батжаргал                            | Монгольская народная партия         | |
|  | 14 избирательный округ Туве                                  | Цэвэгдоржийн Туваан                            | Демократическая партия              | |
|  | 14 избирательный округ Туве                                  | Нямаагийн Энхболд                              | Монгольская народная партия         | |
|  | 15 избирательный округ Увс                                   | Одонгийн Цогтгэрэл                             | Демократическая партия              | |
|  | 15 избирательный округ Увс                                   | Чимэдийн Хурэлбаатар                           | Монгольская народная партия         | |
|  | 15 избирательный округ Увс                                   | Баттогтохын Чойжилсурэн                        | Монгольская народная партия         | |
|  | 16 избирательный округ Ховд                                  | Ширнэнбандийн Адъшаа                           | Демократическая партия              | |
|  | 16 избирательный округ Ховд                                  | Бухчулууны Пурэвдорж                           | Демократическая партия              | |
|  | 16 избирательный округ Ховд                                  | Сандагийн Бямбацогт                            | Монгольская народная партия         | |
|  | 17 избирательный округ Хувсгел                               | Цэрэнпилийн Даваасурэн                         | Монгольская народная партия         | |
|  | 17 избирательный округ Хувсгел                               | Лхагвын Мунхбаатар                             | Монгольская народная партия         | |
|  | 17 избирательный округ Хувсгел                               | Лувсанцэрэнгийн Энх-Амгалан                    | Монгольская народная партия         | |
|  | 18 избирательный округ Хэнтий                                | Ухнаагийн Хурэлсух Цагаанхуугийн Идэрбат       | Монгольская народная партия         | Автоматически перестанет быть членом после принесения присяги президента Монголии 25 июня 2021 года. Вступил в должность 21 октября 2021 года.                        |
|  | 18 избирательный округ Хэнтий                                | Лувсаннамсрайн Оюун-Эрдэнэ                     | Монгольская народная партия         | |
|  | 18 избирательный округ Хэнтий                                | Бадмаанямбуугийн Бат-Эрдэнэ                    | Монгольская народная партия         | |
|  | 19 избирательный округ Дархан-Уул                            | Болдын Жавхлан                                 | Монгольская народная партия         | |
|  | 19 избирательный округ Дархан-Уул                            | Гонгорын Дамдинням                             | Монгольская народная партия         | |
|  | 19 избирательный округ Дархан-Уул                            | Баагаагийн Баттумур                            | Монгольская народная партия         | |
|  | 20 избирательный округ Орхон                                 | Дамбын Батлут                                  | Монгольская народная партия         | |
|  | 20 избирательный округ Орхон                                 | Норовын Алтанхуяг                              | Независимый                         | |
|  | 20 избирательный округ Орхон                                 | Сайнхуугийн Ганбаатар                          | Наша коалиция                       | В апреле 2021 года вышел из «Монгольской народно-революционной партии» после её слияния с «Монгольской народной партией» и вступил в «Демократическую партию».        |
|  | 20 избирательный округ Орхон                                 | Сайнхуугийн Ганбаатар                          | Независимый                         | Согласно толкованию Закона о политических партиях Верховным судом, место депутата не считается местом от «Демократической партии».                                    |
|  | 21 избирательный округ Улан-Батор Багахангай Багануур Налайх | Сайнбуянгийн Амарсайхан                        | Монгольская народная партия         | |
|  | 21 избирательный округ Улан-Батор Багахангай Багануур Налайх | Цэндийн Сандаг-Очир                            | Монгольская народная партия         | |
|  | 22 избирательный округ Улан-Батор Баянзурх                   | Баттумурийн Энхбаяр                            | Монгольская народная партия         | |
|  | 22 избирательный округ Улан-Батор Баянзурх                   | Батсухийн Саранчимэг                           | Монгольская народная партия         | |
|  | 23 избирательный округ Улан-Батор Баянзурх                   | Жигжидсурэнгийн Чинбурэн                       | Монгольская народная партия         | |
|  | 23 избирательный округ Улан-Батор Баянзурх                   | Хурэлбаатарын Булгантуяа                       | Монгольская народная партия         | |
|  | 23 избирательный округ Улан-Батор Баянзурх                   | Энхтайваны Бат-Амгалан                         | Монгольская народная партия         | |
|  | 24 избирательный округ Улан-Батор Сухэ-Батор                 | Дамдин Цогтбаатар                              | Монгольская народная партия         | |
|  | 24 избирательный округ Улан-Батор Сухэ-Батор                 | Цэндийн Мунх-Оргил                             | Монгольская народная партия         | |
|  | 24 избирательный округ Улан-Батор Сухэ-Батор                 | Цэрэнжамцын Мунхцэцэг                          | Монгольская народная партия         | |
|  | 25 избирательный округ Улан-Батор Чингэлтэй                  | Тумурбаатарын Аюурсайхан                       | Монгольская народная партия         | 30 марта 2023 года парламент принял решение приостановить его полномочия. Если отстраненные члены будут признаны виновными, будут проведены дополнительные выборы.    |
|  | 25 избирательный округ Улан-Батор Чингэлтэй                  | Мунхуугийн Оюунчимэг                           | Монгольская народная партия         | |
|  | 25 избирательный округ Улан-Батор Чингэлтэй                  | Жамъянхорлоогийн Сухбаатар                     | Монгольская народная партия         | |
|  | 26 избирательный округ Улан-Батор Баянгол                    | Хассуурийн Ганхуяг                             | Монгольская народная партия         | |
|  | 26 избирательный округ Улан-Батор Баянгол                    | Жамбалын Ганбаатар                             | Монгольская народная партия         | |
|  | 26 избирательный округ Улан-Батор Баянгол                    | Салдангийн Одонтуяа                            | Демократическая партия              | |
|  | 27 избирательный округ Улан-Батор Сонгинохайрхан             | Хишгээгийн Нямбаатар                           | Монгольская народная партия         | |
|  | 27 избирательный округ Улан-Батор Сонгинохайрхан             | Бадарчийн Жаргалмаа                            | Монгольская народная партия         | |
|  | 28 избирательный округ Улан-Батор Сонгинохайрхан             | Ням-Осорын Учрал                               | Монгольская народная партия         | |
|  | 28 избирательный округ Улан-Батор Сонгинохайрхан             | Долгорсурэнгийн Сумъяабазар Энхбаярын Батшугар | Монгольская народная партия         | Назначен мэром Улан-Батора 23 октября 2020 года. Вступил в должность 21 октября 2021 года.                                                                            |
|  | 28 избирательный округ Улан-Батор Сонгинохайрхан             | Пурэв-Очирын Анужин                            | Монгольская народная партия         | |
|  | 29 избирательный округ Улан-Батор Хан-Уул                    | Ганибалын Амартувшин                           | Монгольская народная партия         | |
|  | 29 избирательный округ Улан-Батор Хан-Уул                    | Даваажанцангийн Сарангэрэл                     | Монгольская народная партия         | |
|  | 29 избирательный округ Улан-Батор Хан-Уул                    | Тогмидын Доржханд                              | Электоральная коалиция правых людей | |